# Zorzines hashimoto
Zorzines hashimoto är en fjärilsart som beskrevs av Inoue 1988. Zorzines hashimoto ingår i släktet Zorzines och familjen nattflyn. Inga underarter finns listade i Catalogue of Life.